# Guiguzi
Guiguzi 鬼谷子 (El Maestro del Valle de los Demonios) es el autor a quien la tradición atribuye un conjunto de textos que comprende doce capítulos sobre la persuasión y la diplomacia, y siete sobre el desarrollo espiritual y su utilidad para enfrentarse al mundo exterior. Guiguzi es también el título del conjunto, que a veces se ha llamado Baihece 捭闔策 o Benjing yinfu qishu 本經陰符七術.
Generalmente se considera que estos textos datan de los Reinos combatientes y la Dinastía Han. La primera mención de un libro con este nombre está en una edición de Shiji del siglo V.
Guiguzi es considerado el fundador de la Escuela de Diplomáticos (zonghengjia 縱橫家), pero los últimos siete capítulos reflejan el pensamiento taoísta. El Guiguzi se incorporó al Canon taoísta.
La Escuela de Diplomáticos es una de las escuelas filosóficas de la antigua China, una escuela que estaba particularmente interesada en la retórica. Es una de las diez corrientes principales del pensamiento chino antiguo, según la lista del historiador Liou Hin (c. 46 a. C. - 23 d. C.).
Según el Shiji, los estrategas políticos Su Qin 蘇秦 (？/- 284) y Zhang Yi 張儀 (-373/- 310) fueron discípulos del Maestro del Valle de los Demonios.
En la tradición popular, Guiguzi es el patrón de la adivinación y la fisiognomía. También es uno de los espíritus tutelares a los que se refiere el fundador del Weixinismo.